# جان هاتاوی
جان هاتاوی (انگلیسی: John Hathaway؛ زادهٔ ۱ ژوئیهٔ ۱۹۸۷) ورزشکار هنرهای رزمی ترکیبی و کشتی‌گیر اهل بریتانیا است.